# Andrzej Jacek Piotrowski
Andrzej Jacek Piotrowski (ur. 4 października 1956) – polski elektronik, menedżer, nauczyciel akademicki i urzędnik państwowy, w 2007 podsekretarz stanu w Ministerstwie Gospodarki, w latach 2016–2018 podsekretarz stanu w Ministerstwie Energii.

## Życiorys
W 1981 ukończył studia na Wydziale Elektroniki Politechniki Warszawskiej. Na swej Alma Mater był wykładowcą w Instytucie Telekomunikacji Wydziału Elektroniki i Technik Informacyjnych w latach 1993–1994 i 2006–2012. W 1997 został dyrektorem do spraw strategii Instytutu eGospodarki w Centrum im. Adama Smitha. Od 27 sierpnia do 2 listopada 2007 pełnił obowiązki wiceministra gospodarki, odpowiadając m.in. za środki unijne. Następnie pełnił obowiązki prezesa firmy Exatel oraz doradzał regulatorowi rynku telekomunikacyjnego i firmom z branży telekomunikacji. Został wiceprezesem mazowieckiego klastra ITC. Od 1 stycznia 2016 do marca 2018 piastował funkcję wiceministra energii, odpowiadając za nadzór nad energetyką odnawialną.